# Neuilly-lès-Dijon
Pour les articles homonymes, voir Neuilly.
Neuilly-lès-Dijon est une ancienne commune française située dans le canton de Chevigny-Saint-Sauveur du département de la Côte-d'Or, en région Bourgogne-Franche-Comté.
Elle a fusionné avec Crimolois le 28 février 2019 afin de former la commune nouvelle de Neuilly-Crimolois.

## Géographie

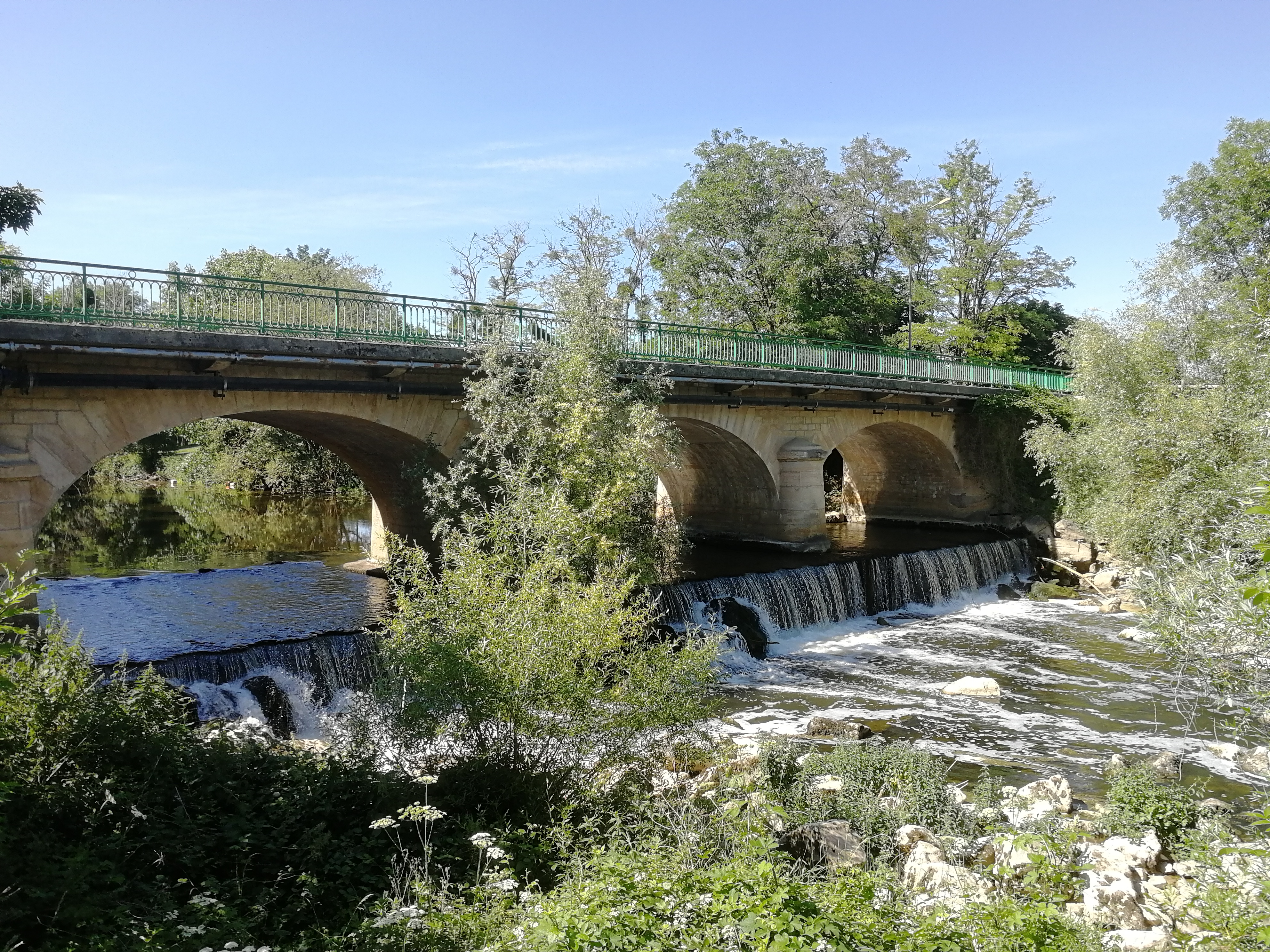
Pont sur l'Ouche à Neuilly-lès-Dijon.

## Histoire[2]
Le village, situé en plaine et traversé par l'Ouche, est sujet aux inondations et en souffre beaucoup.
Ainsi, en 1770, le seigneur du moment élève une colonne ornée d'un globe de cuivre doré, surmontée d'une croix « en mémoire des bienfaits de Dieu, qui a préservé cette paroisse de la disette et des inondations qui ont désolé cette province ».
Un château, construit dans le style du XVIIe siècle, entre dans la famille Fyot de Lamarche. Il n’existe plus. Au milieu du XVIIIe siècle, Courtépée (1721-1781) visite Neuilly et le château. Il note : « Les jardins, vastes, agréables et remplis d’arbustes étrangers, ont été plantés sur les dessins du célèbre Le Nôtre par le précédent Jacques de Mucie, il y a plus de quatre-vingt-dix ans ».
Au XVIIIe siècle toujours, Neuilly compte « vingt-cinq feux et cent soixante communiants », la population de Crimolois comprise.
En 1789, Neuilly n’a ni mairie, ni maire, ni conseil municipal, mais un syndic, une sorte de représentant. La population se réunit sur la place quand elle doit discuter une décision la concernant. Le 22 février 1790, une élection a lieu pour la composition du nouveau corps municipal. Le premier maire s’appelle Hugues Cornemillot.
L'église Saint-Victor était autrefois dans l’enceinte du château ; comme elle tombait en vétusté, une autre a été bâtie à côté. En 1822, l’église ayant brûlé, le conseil municipal de l’époque décide d’édifier une nouvelle église sur les restes des murs de l’ancienne.
En 1841, un pont est construit sur l'Ouche afin que les cultivateurs puissent traverser la rivière avec des voitures chargées, ce qui constitue une avancée pour Neuilly.
Durant la Seconde Guerre mondiale, le dépôt de munitions allemands saute, provoquant la destruction d’une grande partie des vitraux de l'église

## Politique et administration

### Liste des maires
| Période                                  | Période   | Identité                | Étiquette | Qualité                          |
| ---------------------------------------- | --------- | ----------------------- | --------- | -------------------------------- |
| mars 2001                                | mars 2008 | Bernard Obriot          |           |                                  |
| mars 2008                                | mars 2014 | Pierre-Olivier Lefebvre |           |                                  |
| mars 2014                                | En cours  | Jean-Louis Dumont       |           | Retraité de la fonction publique |
| Les données manquantes sont à compléter. |           |                         |           |                                  |

### Jumelage
Cette commune est jumelée avec celle de Mommenheim en Allemagne.

## Démographie
L'évolution du nombre d'habitants est connue à travers les recensements de la population effectués dans la commune depuis 1793. Pour les communes de moins de 10 000 habitants, une enquête de recensement portant sur toute la population est réalisée tous les cinq ans, les populations de référence des années intermédiaires étant quant à elles estimées par interpolation ou extrapolation. Pour la commune, le premier recensement exhaustif entrant dans le cadre du nouveau dispositif a été réalisé en 2008.

En 2017, la commune comptait 1 857 habitants, en évolution de −0,43 % par rapport à 2011 (Côte-d'Or : +0,82 %, France hors Mayotte : +2,11 %).
| 1793 | 1800 | 1806 | 1821 | 1831 | 1836 | 1841 | 1846 | 1851 |
| ---- | ---- | ---- | ---- | ---- | ---- | ---- | ---- | ---- |
| 173  | 191  | 185  | 173  | 197  | 211  | 192  | 191  | 117  |

| 1856 | 1861 | 1866 | 1872 | 1876 | 1881 | 1886 | 1891 | 1896 |
| ---- | ---- | ---- | ---- | ---- | ---- | ---- | ---- | ---- |
| 183  | 180  | 165  | 166  | 238  | 189  | 183  | 181  | 183  |

| 1901 | 1906 | 1911 | 1921 | 1926 | 1931 | 1936 | 1946 | 1954 |
| ---- | ---- | ---- | ---- | ---- | ---- | ---- | ---- | ---- |
| 182  | 204  | 194  | 195  | 204  | 215  | 231  | 291  | 819  |

| 1962 | 1968 | 1975  | 1982  | 1990  | 1999  | 2006  | 2008  | 2013  |
| ---- | ---- | ----- | ----- | ----- | ----- | ----- | ----- | ----- |
| 548  | 637  | 1 555 | 1 395 | 1 926 | 2 142 | 1 971 | 1 920 | 1 832 |

| 2017  | - | - | - | - | - | - | - | - |
| ----- | - | - | - | - | - | - | - | - |
| 1 857 | - | - | - | - | - | - | - | - |

## Culture locale et patrimoine

### Lieux et monuments
- Église.
- Place de Mommenheim.

### Personnalités liées à la commune
- Marine Debauve : championne de gymnastique.
- Isabelle Rossignol : écrivain, née rue du Château.

### Héraldique
| Blason de Neuilly-lès-Dijon | Blason  | D'azur à la croix fleuronnée, le pied fiché dans un cœur, le tout d'or, à la bordure du même chargée de huit coquilles de sable. |
| Blason de Neuilly-lès-Dijon | Détails | Le statut officiel du blason reste à déterminer.                                                                                 |